# 26 tháng 5
Ngày 26 tháng 5 là ngày thứ 146 (147 trong năm nhuận) trong lịch Gregory. Còn 219 ngày trong năm.

## Sự kiện
- 1805 – Napoleon Bonaparte tiến hành nghi lễ đăng quang quốc vương của Ý tại nhà thờ chính tòa Milano.
- 1896 – Nikolai II của Nga tiến hành nghi lễ đăng quang Sa hoàng Nga tại Đại giáo đường Upensky thuộc Moskva.
- 1897 – Dracula được xuất bản, là tiểu thuyết mang lại nhiều ảnh hưởng về ma cà rồng của tác giả người Ireland Bram Stoker.
- 1918 – Gruzia tuyên bố độc lập từ Đế quốc Nga.
- 1940 – Chiến tranh thế giới thứ hai: Thủ tướng Anh Winston Churchill đưa ra lệnh bắt đầu chiến dịch Dynamo
- 1942 – Chiến tranh thế giới thứ hai: Quân Ý-Đức phát động tấn công lực lượng Đồng Minh tại Gazala, miền đông Libya.
- 1970 – Tupolev Tu-144 của Liên Xô trở thành phương tiện vận chuyển thương mại đầu tiên vượt qua vận tốc âm thanh.
- 1972 – Hoa Kỳ và Liên Xô ký kết Hiệp ước Chống tên lửa đạn đạo.
- 1999- Manchester United hoàn thành cú ăn 3 lịch sử sau chiến thắng 2-1 trước Bayern Munich

## Sinh
- 1566 – Mehmed III, Sultan thứ 13 của Đế quốc Ottoman (m. 1603)
- 1799 – Felipe Poey, nhà động vật học người Cuba (m. 1891).
- 1867 – Mary xứ Teck, hoàng hậu Đế quốc Anh.
- 1981 – Isaac Slade, nhạc sĩ người Mỹ (The Fray).

## Mất
- 1829 – Nguyễn Phúc Quân, tước phong Quảng Uy công, hoàng tử con vua Gia Long (s. 1809).
- 1978 – Tamara Karsavina, nữ vũ công Nga (s. 1885).
- 1979 – Kim Ngọc, nguyên Bí thư Tỉnh ủy tỉnh Vĩnh Phú, Việt Nam (s. 1917).